# Retablo de San Jerónimo, San Martín de Tours, San Sebastián y Calvario
El retablo de San Jerónimo, San Martín de Tours, San Sebastián y Calvario es una obra de Jaume Ferrer II y pertenece actualmente a la colección permanente del Museo Nacional de Arte de Cataluña. Ingresó en el museo como donación de "Doña Pilar Rabal Rabal en memoria de su esposo Pedro Fontana Almeda. Barcelona, 13/10/1976"

## Descripción
Les tres tablas, junto con el Calvario, formaron parte de un retablo de triple advocación con el cual también se ha relacionado una predela con episodios de la vida de San Jerónimo conservada en una colección de Zaragoza.
La rareza en Cataluña de este tipo de retablo, que da más importancia a las figuras principales que a la narración hagiográfica, remite a otros ámbitos pictóricos como era el valenciano y el mallorquín. A partir de estos datos también comienza a tener aceptación en tierras de Aragón.